# سرمایش لیزری
سرمایش لیزری به چندین روش گفته می‌شود که در آن‌ها اتمها یا مولکول‌ها طی برهم کنش با یک یا چند میدانِ لیزر تا دمایی نزدیک به صفر مطلق سرد می‌شوند. اولین و پرکاربردترین روش سرمایش لیزری، سرمایش دوپلر است. سرد کردن اتم‌ها در پژوهش‌های مربوط به پدیده‌های کوانتومی اهمیت بسیار دارند.
اساس کار سردسازی با لیزر ها، انتقال تکانه فوتون به اتم، و تابش فوتون برانگیخته در جهات تصادفی است.

## مبانی نظری
دما، در واقع انرژی جنبشی سرعت های کاتوره ای ذرات تشکیل دهنده ی یک ماده هستند که سرعت بیشتر، دمای بیشتر را به همراه دارد پس برای کاهش دمای یک جسم باید از سرعت ذرات آن کاسته شود. ایده ی اصلی سردسازی با لیزر جذب فوتون توسط یک اتم درحال حرکت، درخلاف حرکت آن و همچنین گسیل فوتون در تمامی جهات به دلیل عدم ارجحیت فضایی برای گسیل است که این روش به سردسازی دوپلر مشهور است.در میان روش‌های سرمایش به کمک لیزر، این روش از پرکاربردترین هاست. به همین دلیل گاهی واژهٔ سرمایش لیزری هم معنا با سرمایش دوپلر استفاده می‌شود، در حالی که سرمایش لیزری علاوه بر سرمایش دوپلر شامل روش‌های دیگری نیز هست.روش سرمایش دوپلر در سال ۱۹۷۵ به‌طور هم‌زمان توسط دو گروه، یکی شامل دیوید واینلند و هانس جرج دهملت و دیگری متشکل از تئودور هانش و آرتور لئونارد شالو مطرح شد. استیون چو، کلود کوهن تانوژی و ویلیام دانیل فیلیپ جایزهٔ نوبل سال ۱۹۹۷ را به خاطر پژوهش‌هایشان در زمینهٔ به دام اندازی اتم و سرمایش لیزری دریافت کردند.
میتوان مساله را در حالت یک بعدی بدون کم شدن از کلیت مفهوم بررسی کرد. برای سردسازی یک اتم با حرکت یک بعدی دو لیزر در سمت راست و چپ با طول موج یکسان قرار میدهیم. فوتون با توجه به یک بعدی بودن مساله به سمت یکی از لیزر ها در حرکت می باشد.
در اتم، الکترون ها در اربیتال های با انرژی گسسته بصورت پایدار هستند و درصورتی که انرژی فوتون دقیقا برابر اختلاف انرژی دو تراز باشد، الکترون برانگیخته شده و به تراز بالاتر میرود؛ اما به علت ناپایداری مجدد به تراز قبل بازخواهد گشت و فوتونی دقیقا به اندازه ی فوتون دریافتی در زاویه فضایی ای، بدون ارجحیت خاصی گسیل میکند. اما با توجه به عدم قطعیت هایزنبرگ، طول موج فوتون فرودی هیچگاه دقیقا برابر با طول موج گذار نیست، بلکه احتمال جذب فوتون توسط تابع توزیع احتمال لورنتز، که حالتی از توزیع کوشی است توضیح داده میشود.
فرض میکنیم اتم آزمون به سمت لیزر سمت راست حرکت کند، به علت پدیده انتقال به سرخ، طول موج لیزر سمت چپ کاهش یافته و احتمال جذب آن بالاتر از لیزر سمت چپی میشود.

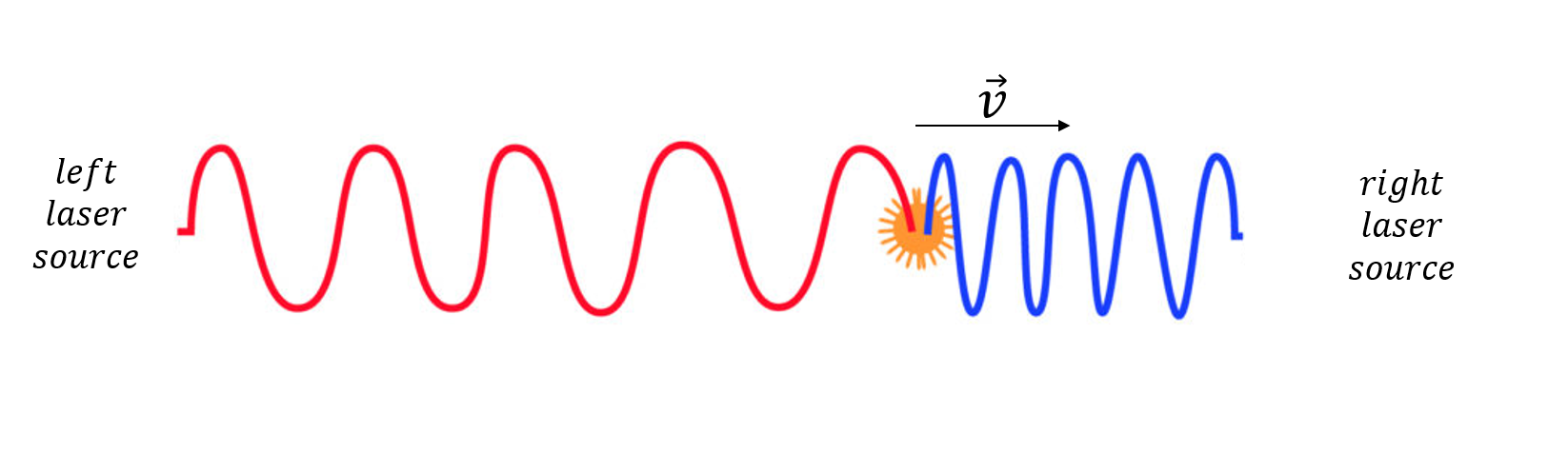
پدیده انتقال به سرخ

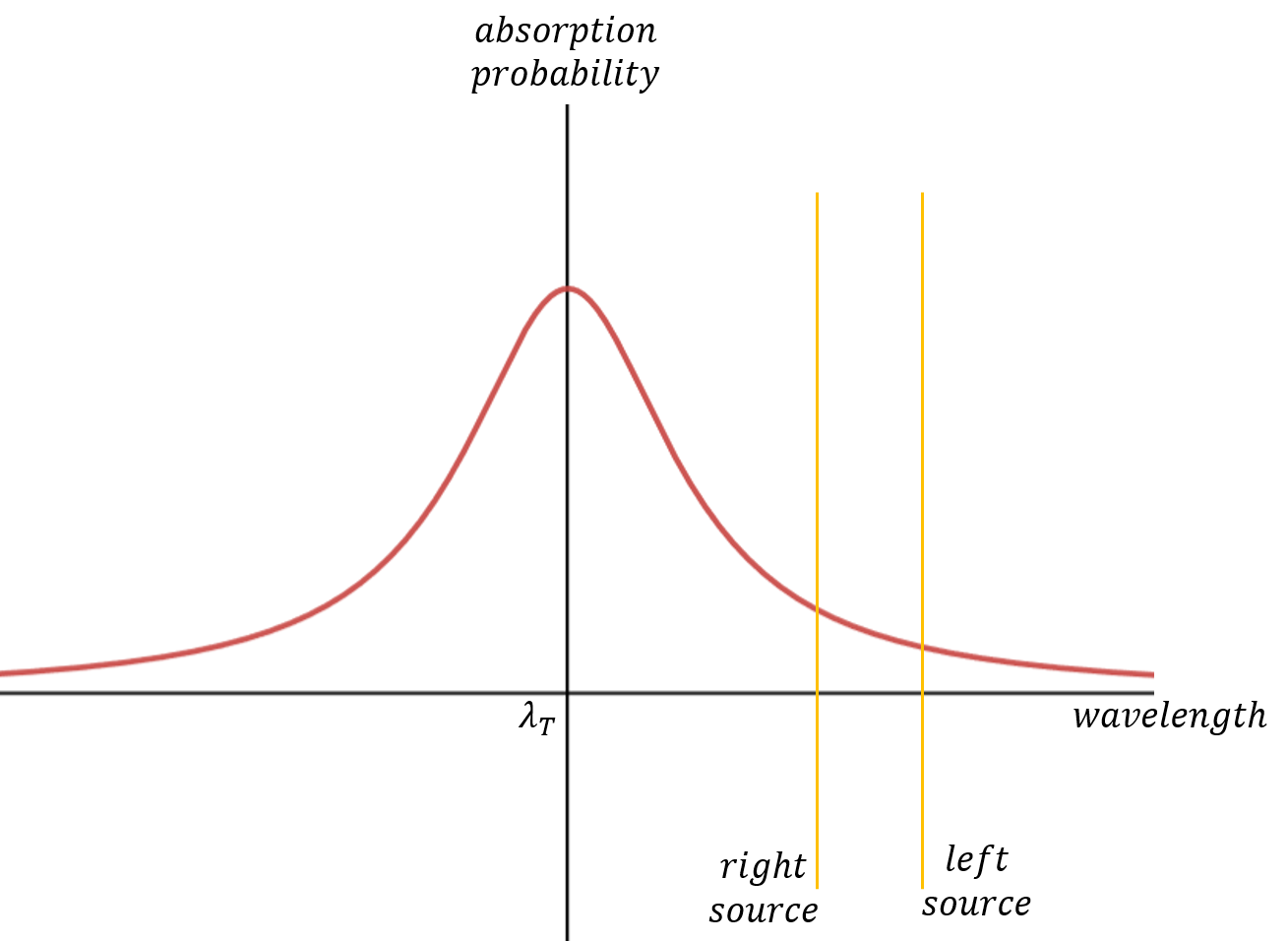
افزایش احتمال جذب فوتونِ لیزر

برای یک پالس لیزری مساله را ادامه میدهیم: اتم فوتون ها را در راستای خاص و خطی و برخلاف حرکتش جذب کرده و موجب کاهش تکانه اتم میشود.

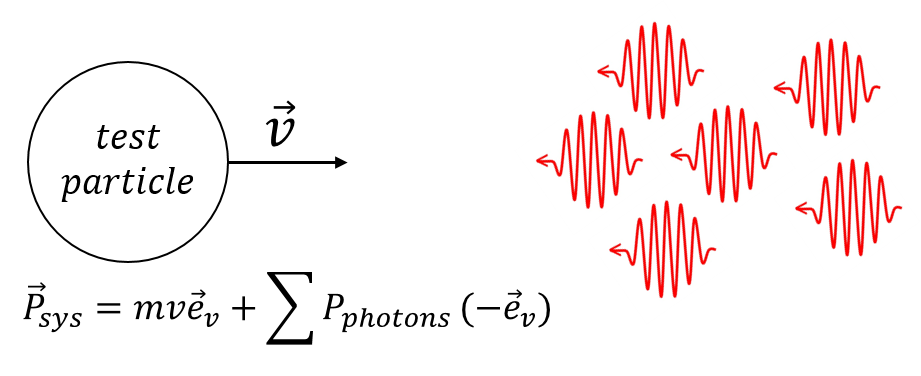

پس از کم شدن سرعت اتم، به علت پایستگی تکانه، اتم برانگیخته شده، بدون تقدم فضایی فوتون های جذب شده را گسیل میکند و به علت تقدم فضایی، میانگین تغییر تکانه اتم صفر (یا نزدیک به صفر، همراه یک جمله اختلالی بسیار کوچک) خواهد شد که به معنای کاسته شدن سرعت همان اتم اول است.

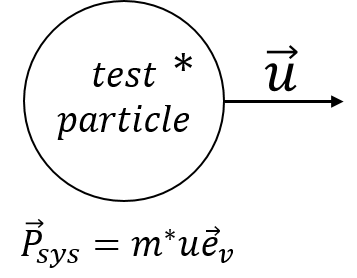

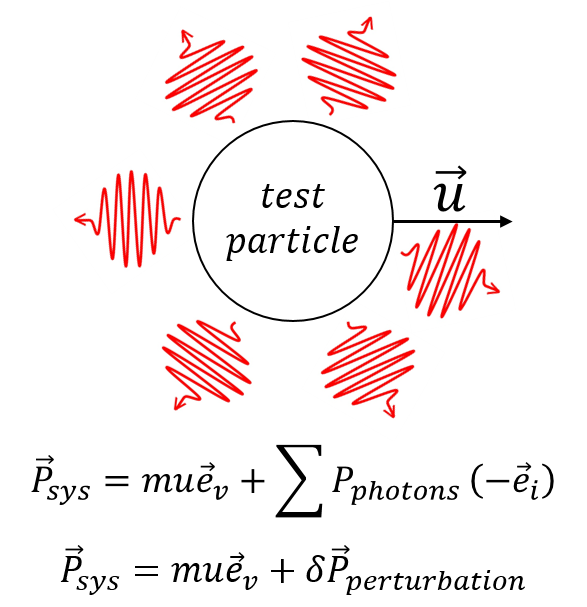

پس از به تعادل رسیدن اتم (سکون نسبی) برای حرکت نکردن به سمت معکوس، نیازبه لیزر سمت دیگر داریم که تعادل را ایجاد کند.
در سه بعد با توجه به مدل به شش لیزر در جهات اصلی خواهیم داشت.

## حد سرمایش دوپلر
سرمایش لیزری به روش دوپلر دارای کمینه دمای قابل دستیابی است؛ چون هرچه دمای اتم و در نتیجه سرعت اتم کمتر باشد، انتقال به سرخ فوتون ها کمتر بوده و فوتون های دو لیزر مشابه یکدیگر رفتار کرده و اتم در همان حالت باقی میماند.
واضحا این تشابه مربوط به عرض تابع توزیع لوزنتز خواهد بود، چراکه اگر عرض زیاد باشد با اختلال کوچکی، احتمال جذب فوتون ها تقریبا یکسان باقی میماند، اما اگر عرض نمودار کم باشد، با اختلال کوچک، احتمال جذب فوتون با طول موج کمتر، بسیار بیشتر میشود.

شیب تند توزیع احتمال با پهنای کم

دمای کمینه قابل دستیابی با روش دوپلر از رابطه زیر تبعیت خواهد کرد:
{\displaystyle T_{minDoppler}=h\gamma /2k_{B}}
که در آن ، گاما پارامتر مقیاس توزیع کوشی است که متناسب با پهنا (FWHM) است.

## کاربردها
سرمایش لیزری به‌طور معمول در آزمایش‌های فیزیک کوانتومی برای دست یابی به دماهای نزدیک به صفر مطلق انجام می‌شود زیرا آثار کوانتومی تنها در این دماها رخ می‌دهند. در کل سرمایش لیزری تنها برای سرد کردن در سطوح اتمی مورد استفاده قرار گرفته‌است، هرچند اخیراً با پیشرفت فناوری یک نمونه ماکروسکوپیک با این روش سرد شده‌است.

## جستار های وابسته
- سرمایش دوپلر
- سرمایش جذبی
- استیون چو
- کلود کوهن تانوژی
- یخچال مغناطیسی